# Salvatore Loiero
Salvatore Loiero (* 1973 in Aschaffenburg) ist ein deutsch-italienischer römisch-katholischer praktischer Theologe und Organist. Er war von 2013 bis 2023 Professor für Pastoraltheologie, Religionspädagogik und Homiletik an der deutschsprachigen Abteilung der Universität Freiburg (Fribourg) in der Schweiz und ist seit 2015 römisch-katholischer Priester des Westschweizer Bistums Fribourg. Mit 1. September 2023 wurde Loiero Professor für Pastoraltheologie an der Paris-Lodron-Universität Salzburg.

## Leben
Als Sohn einer italienischen Gastarbeiterfamilie machte Loiero 1995 sein Abitur am Franz-Ludwig-Gymnasium in Bamberg. Im Anschluss studierte er bis 2000 Katholische Theologie, Philosophie und Psychologie an der Otto-Friedrich-Universität Bamberg. Seine theologische Diplomarbeit schrieb er im Fach Dogmatik. Von 2001 bis 2005 war er an der Universität Bamberg Lehrbeauftragter für Theologie im Fachbereich Sozialwesen und Wissenschaftlicher Mitarbeiter am Lehrstuhl für Dogmatik der theologischen Fakultät. 2005 promovierte er in Bamberg im Fach Fundamentaltheologie und Theologie der Ökumene.
Es folgte eine einjährige Tätigkeit als Lehrbeauftragter für Dogmatik am Lehrstuhl für Katholische Theologie der Kulturwissenschaftlichen Fakultät der Universität Bayreuth, ehe er von 2006 bis 2010 als Wissenschaftlicher Assistent an den Lehrstuhl für Pastoraltheologie der Katholischen Universität Eichstätt-Ingolstadt wechselte, wo er später Akademischer Rat wurde. Im Jahr 2009 habilitierte sich Loiero in Eichstätt mit einer praktisch-theologischen Untersuchung zur Erfahrungs- und Erinnerungskultur religiöser Umkehr. Mit der Verleihung der „Venia Legendi“ wurde er zum Privatdozenten für Pastoraltheologie ernannt.
Loiero nahm verschiedene Lehrstuhlvertretungen an der Katholischen Universität Eichstätt-Ingolstadt wahr. Bis 2013 war er Geschäftsführer der Agentur für Qualitätssicherung und Akkreditierung kanonischer Studiengänge in Deutschland (AKAST e. V.) in Ingolstadt. Im Herbst 2013 wurde er auf den Lehrstuhl für Pastoraltheologie, Religionspädagogik und Homiletik an der Katholisch-Theologischen Fakultät der Universität Fribourg in der Schweiz gerufen, wo er am 28. Mai 2014 seine Antrittsvorlesung hielt. Dort leitete er seit 2015 das Zentrum für vergleichende Pastoraltheologie der Universität Fribourg und war Mitbegründer und Koordinator des interdisziplinären Doktoratsprogramm „Traditio et Innovatio“, das von 2017 bis 2021 von swissuniversities drittmittelgefördert wurde.
Salvatore Loiero erhielt am 11. Januar 2015 von Weihbischof Alain de Raemy die Diakonweihe und wurde am 27. Juni desselben Jahres von Bischof Charles Morerod OP für das Bistum Lausanne, Genf und Freiburg zum Priester geweiht.
Anfang 2019 wurde er von Papst Franziskus in den wissenschaftlichen Beirat der Agentur des Heiligen Stuhls für die Evaluation und die Verbesserung der Qualität der kirchlichen Universitäten und Fakultäten (AVEPRO) berufen.
Zum 1. September 2023 nahm Salvatore Loiero den Ruf auf die Professur für Pastoraltheologie an der  Paris-Lodron-Universität Salzburg an.

## Arbeitsgebiet
Loieros Forschungsschwerpunkte teilen sich in sechs große Themenkomplexe auf. Sie beinhalten u. a. die Bedeutung des Exodus und seiner Wirkungsgeschichte für Kirche und Gesellschaft, die Herausforderungen einer Interkultur für das  Zusammenwirken von Menschen unter den Vorzeichen von menschlicher Mobilität und Migration, die pastoraltheologische Bedeutung des Pragmatismus oder der missionarischen Pastoral. Loiero's Referenzgrößen sind Edward Schillebeeckx, Johann Baptist Metz, Zygmunt Bauman, Michael Walzer, Cornel West und Armin Nasehi.

## Musikkarriere
Loiero absolvierte von 1987 bis 1991 eine praktische Ausbildung zum Kirchenmusiker (Schwerpunktfach Orgel) und schloss 1997 erfolgreich die Meisterklasse der Internationalen Süddeutsch-Österreichischen Orgelakademie in Innsbruck bei Luigi Ferdinando Tagliavini und Reinhard Jaud ab. Er wirkte an der auf Schloss Wernsdorf entstandenen Aufnahme Das Schloßkonzert (2001) der Capella Antiqua Bambergensis mit.

## Mitgliedschaften
Salvatore Loiero war zwischen 2014 und 2018 und von 2021 bis Januar 2023 Präsident der Arbeitsgemeinschaft Praktische Theologie Schweiz. Seit 2020 wirkt er als Mitglied der sechsköpfigen Jury für den „Preis für Qualitätsentwicklung“ der Stiftung Akkreditierungsrat in Deutschland mit.